# Europese kampioenschappen kunstschaatsen 1900
De Europese Kampioenschappen kunstschaatsen is een jaarlijks terugkerend evenement dat georganiseerd wordt door de Internationale Schaatsunie.
Het achtste EK kunstschaatsen voor de mannen werd gehouden op 21 januari 1900 in de hoofdstad Berlijn van het Duitse Rijk. Het was de tweede keer dat het kampioenschap in Berlijn plaatsvond, in 1893 vond het derde EK hier ook plaats. Het was na het eerste kampioenschap in 1891 dat in Hamburg plaatsvond de derde keer dat het kampioenschap in Duitsland werd gehouden. Alleen de verplichte kür werd geschaatst.

## Historie
De Duitse en Oostenrijkse schaatsbond, verenigd in de "Deutscher und Österreichischer Eislaufverband", organiseerden zowel het eerste EK Schaatsen voor mannen als het eerste EK Kunstschaatsen voor mannen in 1891 in Hamburg, in toen nog het Duitse Keizerrijk, nog voor het ISU in 1892 werd opgericht. De internationale schaatsbond nam in 1892 de organisatie van het EK kunstschaatsen over. In 1895 werd besloten voortaan het WK kunstschaatsen te organiseren en kwam het EK te vervallen. In 1898, na twee jaar onderbreking, vond toch weer een herstart plaats van het EK kunstschaatsen.
De vrouwen en paren zouden vanaf 1930 jaarlijks om de Europese titel strijden. De ijsdansers streden vanaf 1954 om de Europese titel in het kunstschaatsen.

## Deelname
Er namen vijf mannen uit vier landen deel aan dit kampioenschap.
Voor de Oostenrijker Gustav Hügel was het zijn vijfde deelname. Ulrich Salchow, Johan Lefstad en Franz Zilly namen voor de derde keer deel. Voor Oscar Holthe was het zijn tweede deelname aan het kampioenschap.
| Noorwegen (2) Duitse Keizerrijk (1) Oostenrijk (1) Zweden (1) |

## Medaille verdeling
Ulrich Salchow, de Europees kampioen van 1898 en 1899, werd de tweede Europeaan die drie titels op rij veroverde, Eduard Engelmann (1891, 1892, 1893) was de eerste die deze prestatie op zijn naam schreef. Gustav Hügel veroverde voor de vierde keer de tweede plaats op het EK kunstschaatsen, ook in 1894, 1895 en 1899 werd hij tweede. Na zijn derde plaats in 1898 werd Oscar Holthe dit jaar voor de tweede keer derde.
| Discipline | Goud           | Zilver       | Brons        |
| ---------- | -------------- | ------------ | ------------ |
| Mannen     | Ulrich Salchow | Gustav Hügel | Oscar Holthe |

## Uitslagen

### Mannen
pc/5 = plaatsingcijfer van 5 juryleden 
| Goud   | Ulrich Salchow (3) | Vlag van Zweden            |  |
| Zilver | Gustav Hügel (5)   |                            |  |
| Brons  | Oscar Holthe (2)   | Vlag van Noorwegen         |  |
| 4      | Johan Lefstad (3)  | Vlag van Noorwegen         |  |
| 5      | Franz Zilly (3)    | Vlag van Duitse Keizerrijk |  |

Medaillewinnaars

Mannen · 
Vrouwen ·
Paren · 
IJsdansen

Toernooi

1891 · 
1892 · 
1893 · 
1894 · 
1895 · 
1896-1897 · 
1898 · 
1899 · 
1900 · 
1901 · 
1902-1903 · 
1904 · 
1905 · 
1906 · 
1907 · 
1908 · 
1909 · 
1910 · 
1911 · 
1912 · 
1913 · 
1914 · 
1915-1921 · 
1922 · 
1923 · 
1924 · 
1925 · 
1926 · 
1927 · 
1928 · 
1929 · 
1930 · 
1931 · 
1932 · 
1933 · 
1934 · 
1935 · 
1936 · 
1937 · 
1938 · 
1939 ·
1940-1946 · 
1947 · 
1948 · 
1949 · 
1950 · 
1951 · 
1952 · 
1953 · 
1954 · 
1955 · 
1956 · 
1957 · 
1958 · 
1959 · 
1960 · 
1961 · 
1962 · 
1963 · 
1964 · 
1965 · 
1966 · 
1967 · 
1968 · 
1969 · 
1970 · 
1971 · 
1972 · 
1973 · 
1974 · 
1975 · 
1976 · 
1977 · 
1978 · 
1979 · 
1980 · 
1981 · 
1982 · 
1983 · 
1984 · 
1985 · 
1986 · 
1987 · 
1988 · 
1989 · 
1990 · 
1991 · 
1992 · 
1993 · 
1994 · 
1995 ·
1996 · 
1997 · 
1998 · 
1999 · 
2000 · 
2001 · 
2002 · 
2003 · 
2004 · 
2005 · 
2006 ·
2007 ·
2008 ·
2009 ·
2010 ·
2011 ·
2012 ·
2013 ·
2014 ·
2015 ·
2016 ·
2017 ·
2018 ·
2019 ·
2020 ·
2021 · 
2022 · 
2023 · 
2024 · 
2025

WK kunstschaatsen ·
WK kunstschaatsen junioren ·
Viercontinentenkampioenschap ·
Olympische Spelen